# یواس‌اس میستوتل (دبلیوای‌جی‌ال-۲۳۷)
یواس‌اس میستوتل (دبلیوای‌جی‌ال-۲۳۷) (به انگلیسی: USS Mistletoe (WAGL-237)) یک کشتی است که طول آن ۱۷۳ فوت می‌باشد. این کشتی در سال ۱۹۳۹ ساخته شد.